# Marathon van Los Angeles 2006
De marathon van Los Angeles 2006 vond plaats op 19 maart 2006 in Los Angeles. Het was de 21e keer dat dit evenement werd gehouden.

## Uitslagen

### Mannen
| rang   | naam                       | land | tijd    |
| ------ | -------------------------- | ---- | ------- |
| Goud   | Benson Cherono             | KEN  | 2:08.39 |
| Zilver | Laban Kipkemboi            | KEN  | 2:10.07 |
| Brons  | Simon Wangai               | KEN  | 2:10.34 |
| 4      | Thomas Omwenga             | KEN  | 2:11.45 |
| 5      | Habte Jifar                | ETH  | 2:12.38 |
| 6      | Kiprotich Robert Cheruiyot | KEN  | 2:14.26 |
| 7      | Mikhail Khobotov           | RUS  | 2:15.05 |
| 8      | Nicholas Murei             | KEN  | 2:15.23 |
| 9      | John Kagwe                 | KEN  | 2:15.32 |
| 10     | Odilon Rojas               | MEX  | 2:16.44 |
| 11     | David Kemboi               | KEN  | 2:16.52 |
| 12     | Alfredo Carmona            | MEX  | 2:17.07 |
| 13     | Carlos Carballo            | USA  | 2:19.12 |
| 14     | Steve Moreno               | USA  | 2:19.30 |
| 15     | Ibrahim Limo               | KEN  | 2:20.43 |
| 16     | Christopher Banks          | USA  | 2:21.44 |
| 17     | John Lucas                 | USA  | 2:21.53 |
| 18     | Sergio Reyes               | USA  | 2:23.06 |
| 19     | Cristian Villavicencio     |      | 2:23.37 |
| 20     | Arturo Delgado             | MEX  | 2:26.08 |

### Vrouwen
| rang   | naam                | land | tijd    |
| ------ | ------------------- | ---- | ------- |
| Goud   | Lidia Grigorjeva    | RUS  | 2:25.10 |
| Zilver | Gete Wami           | ETH  | 2:25.26 |
| Brons  | Lyubov Denisova     | RUS  | 2:26.18 |
| 4      | Nuta Olaru          | ROU  | 2:30.30 |
| 5      | Irina Šafářová      | RUS  | 2:34.45 |
| 6      | Tatyana Pozdnyakova | UKR  | 2:35.46 |
| 7      | Lyudmyla Pushkina   | UKR  | 2:41.15 |
| 8      | Christine Lundy     | USA  | 2:43.14 |
| 9      | Supina Mapon        | USA  | 2:57.57 |
| 10     | Sarah Hallas        | USA  | 2:58.35 |

1986 ·
1987 ·
1988 ·
1989 ·
1990 ·
1991 ·
1992 ·
1993 ·
1994 ·
1995 ·
1996 ·
1997 ·
1998 ·
1999 ·
2000 ·
2001 ·
2002 ·
2003 ·
2004 ·
2005 ·
2006 ·
2007 ·
2008 ·
2009 ·
2010 ·
2011 · 
2012 ·
2013 ·
2014 ·
2015 ·
2016 ·
2017